# Кёртин, Филип
Филип Кёртин (Кэртин; англ. Philip (Phil) D. (DeArmond) Curtin; 22 мая 1922, Филадельфия, Пенсильвания — 4 июня 2009, Уэст-Честер, Пенсильвания) — американский историк, африканист и атлантист, специализировался по атлантической работорговле; эмерит-профессор Университета Джонса Хопкинса, большую часть своей карьеры провел в Университете Висконсина, член Американской академии искусств и наук.
Макартуровский стипендиат (1983).
В 1983 году президент Американской исторической ассоциации.

## Биография
Вырос в Вебстер-Спрингс (Западная Вирджиния), где его семья владела угольным и лесозаготовительным бизнесом. После трехлетнего перерыва на службу в торговом флоте в годы войны, в 1948 году окончил Суортмор-колледж (бакалавр B.A.). В 1953 году получил докторскую степень по истории в Гарварде, с диссертацией по истории и экономике Ямайки середины XIX века «Revolution and Decline in Jamaica, 1830—1865»; там же получил степень магистра истории (1949). Преподавал в Суортморе, а с 1956 года — в Университете Висконсина, где вместе с Яном Вансиной они открыли первую в США кафедру африканских языков и литературы, поспособствовав тем становлению африканистики как академической дисциплины в Соединённых Штатах. В 1975 году перебрался в Университет Джонса Хопкинса, станет там именным профессором-эмеритом истории (Herbert Baxter Adams Professor), в 1998 году вышел в отставку.
Остались вдова и трое сыновей; предыдущие два брака, в частности на Phyllis Curtin, окончились разводами.
Известен главным образом своими исследованиями работорговли и экономической истории Африки. Автор 14 книг и множества статей.
Автор книги «The Atlantic Slave Trade: A Census» (Madison: University of Wisconsin Press, 1969) {Рец.}, называемой его одной из самых известных работ. Африканским обществам посвящены в частности его работы «Precolonial African History» (1974) и «Economic Change in Precolonial Africa» (1974). Автор мемуаров «On the Fringes of History» (2005), ставших его последней книгой. Др. работы:
- Africa and Africans (в соавторстве, 1971)
- Economic Change in Pre-Colonial Africa: Senegambia in the Era of the Slave Trade (1975)
- Cross-Cultural Trade in World History (1984)
- Death by Migration: Europe’s Encounter With the Tropical World in the 19th Century (1989)
- The Rise and Fall of the Plantation Complex (1990)
- The World and the West: The European Challenge and the Overseas Response in the Age of Empire (2000) {Рец.}